# Árnyak
Árnyak (z węg. Cienie) – nieistniejąca już węgierska rockowa grupa muzyczna.

## Historia
Zespół został założony w Szolnoku w 1994 roku i na początku swojej działalności kierował się twórczością takich grup, jak New Model Army, Sisters of Mercy czy F.O. System. W 1995 roku grupa nagrała pierwsze demo pt. „Pengeélen”, pojawiła się też na składance Demonstráció III. z piosenką „Jég”. Początkowo zespół wydawał albumy własnym nakładem, ale później związał się z takimi wytwórniami jak ALT Product, Nail Records czy Hammer Records. Grupa rozpadła się w 2004 roku, a jej lider, Róbert Molnár, przeszedł do grupy October.

## Dyskografia
- Pengeélen (1995)
- Menedék (1996)
- Album (1997)
- Kitalálom, megteszem (EP, 1997)
- Vétkeim (EP, 1999)
- Nehéz csend (2000)
- Éjszakai utazás (2002)
- Jubileum 1994-2004 (kompilacja, 2004)

## Członkowie zespołu

### Ostatni
- Róbert Molnár – wokal
- Miklós Husznay – gitara
- Csaba Szórád – gitara basowa
- Zoltán Wirth – perkusja

### Wcześniejsi
- István Papp – gitara
- Gyula Rontó – instrumenty klawiszowe
- Ildikó Simon – instrumenty klawiszowe
- Attila Gőz – gitara basowa
- Zoltán Vincze – perkusja
- Attila Demecs – instrumenty klawiszowe
- Csilla Hegyi – wokal wspierający
- Gyula Havancsák – gitara basowa
- Zsolt Gyalog – perkusja